# Cassius Winston
Cassius Xavier-Lamarr Winston (Detroit, Míchigan, 28 de febrero de 1998) es un baloncestista estadounidense que pertenece a la plantilla del Pallacanestro Reggiana de la Lega Basket Serie A italiana. Con 1,85 metros de estatura, juega en la posición de base.

## Trayectoria deportiva

### Universidad
Jugó cuatro temporadas con los Spartans de la Universidad Estatal de Míchigan, en las que promedió 14,2 puntos, 6,4 asistencias y 2,7 rebotes por partido. En su temporada júnior fue elegido Jugador del Año de la Big Ten Conference, tras liderar por segundo año consecutivo el promedio de asistencias de la conferencia, con 7,5 por encuentro, a los que añadió 18,8 puntos por partido.
El 17 de enero de 2020 superó a Mateen Cleaves como el jugador con más asistencias de la historia de la Big Ten, que tenía el récord en 816. Al término de la temporada regular, Winston fue incluido por segundo año consecutivo en el mejor quinteto de la conferencia.

#### Estadísticas
| Año     | Equipo         | PJ  | PT  | MPP  | %TC  | %3P  | %TL  | RPP | APP | ROB | TPP | PPP  |
| ------- | -------------- | --- | --- | ---- | ---- | ---- | ---- | --- | --- | --- | --- | ---- |
| 2016–17 | Michigan State | 35  | 5   | 20.7 | .423 | .380 | .775 | 1.8 | 5.2 | .7  | .1  | 6.7  |
| 2017–18 | Michigan State | 35  | 34  | 28.1 | .507 | .497 | .900 | 3.4 | 6.9 | .7  | .1  | 12.6 |
| 2018–19 | Michigan State | 39  | 39  | 33.5 | .460 | .398 | .840 | 3.0 | 7.5 | 1.0 | .1  | 18.8 |
| 2019–20 | Michigan State | 30  | 30  | 32.7 | .448 | .432 | .852 | 2.5 | 5.9 | 1.2 | .0  | 18.6 |
| Total   | Total          | 139 | 108 | 28.8 | .461 | .430 | .845 | 2.7 | 6.4 | .9  | .1  | 14.2 |

### Profesional
Fue elegido en la quincuagésimo tercera posición del Draft de la NBA de 2020 por los Oklahoma City Thunder. Sin embargo, fue enviado esa misma noche a Washington Wizards.
El 28 de noviembre los Wizards le firman un contrato dual, con el que podrá jugar también con el equipo filial de la G League, los Capital City Go-Go.
El 21 de agosto de 2021, firma un nuevo contrato dual con los Wizards.
El 30 de julio de 2022, firma con el Bayern Munich de la Basketball Bundesliga.
El 18 de julio de 2023 firmó contrato con el Tofaş SK de la Basketbol Süper Ligi turca.
El 19 de julio de 2024 se comprometió por dos temporadas con el Pallacanestro Reggiana de la Lega Basket Serie A italiana.

## Estadísticas de su carrera en la NBA

### Temporada regular
| Año     | Equipo     | PJ | PT | MPP | %TC  | %3P  | %TL   | RPP | APP | ROB | TPP | PPP |
| ------- | ---------- | -- | -- | --- | ---- | ---- | ----- | --- | --- | --- | --- | --- |
| 2020-21 | Washington | 22 | 0  | 4.5 | .424 | .471 | .833  | .4  | .5  | .1  | .0  | 1.9 |
| 2021-22 | Washington | 7  | 0  | 5.6 | .364 | .333 | 1.000 | .1  | 1.0 | .0  | .0  | 2.0 |
| Total   | Total      | 29 | 0  | 4.7 | .409 | .435 | .900  | .3  | .7  | .1  | .0  | 1.9 |

### Playoffs
| Año   | Equipo     | PJ | PT | MPP | %TC  | %3P  | %TL | RPP | APP | ROB | TPP | PPP |
| ----- | ---------- | -- | -- | --- | ---- | ---- | --- | --- | --- | --- | --- | --- |
| 2021  | Washington | 1  | 0  | 5.5 | .333 | .000 | -   | 2.0 | 1.0 | .0  | .0  | 2.0 |
| Total | Total      | 1  | 0  | 5.5 | .333 | .000 | -   | 2.0 | 1.0 | .0  | .0  | 2.0 |